# L'Aigle sans orteils
L'Aigle sans orteils est un album de bande dessinée du Français Christian Lax (scénario, dessin et couleurs), publié en mai 2005 chez l'éditeur Dupuis dans la collection Aire Libre. Cette narration de 72 pages porte sur l'histoire du Tour de France à travers l'histoire fictive d'Amédée Fario entre 1907 et 1917. Le récit reçoit un accueil critique positif ainsi que plusieurs distinctions culturelles.

## Synopsis
Le récit commence en 1907. L'observatoire du Pic du Midi, à 2 876 mètres, est en construction et des soldats transportent les matériaux. Amédée Fario, artilleur, y rencontre l'astronome Camille Peyroulet, passionné du Tour de France. Libéré de ses obligations militaires, Fario revient chez lui, dans la vallée de l'Esponne. Il compte participer à la course mais il a besoin d'économiser pour acheter un vélo Alcyon. Dans ce but, il sillonne la montagne pour transporter du matériel jusqu'à l'observatoire. Cette activité dangereuse lui vaut de perdre ses orteils lors d'un accident en hiver. Il garde le secret sur cet évènement afin de ne pas compromettre ses chances de courir. Équipé de prothèses en bois, il réapprend à marcher et s'entraîne pour le Tour. Soutenu par ses amis et sa fiancée Adeline, il s'inscrit en tant que coureur isolé en 1912, puis en 1913 et 1914. Ses efforts attirent l'attention de la presse, qui le surnomme « L'Aigle de l'Esponne ». Un reporter apprend par hasard son handicap mais, loin de faire l'objet de moqueries, la ténacité de Fario lui vaut l'admiration. Engagé dans la Première Guerre mondiale, il décède en 1917, laissant veuve son épouse Adeline.

## Personnages
- Amédée Fario est un personnage fictif, originaire de la vallée de l'Esponne, dans les Hautes-Pyrénées. D'abord soldat basé à Tarbes, il retourne à la vie civile et habite avec sa grand-mère. Il rêve de participer au Tour de France. Afin de financer son vélo, il devient porteur dans les montagnes et une imprudence lui coûte ses orteils. Ayant surmonté son handicap, il s'inscrit comme indépendant[6] et participe à la Grande Boucle. Amoureux d'Adeline, il l'épouse. Il décède lors de la Grande Guerre.
- Camille Peyroulet, astronome à l'observatoire du Pic du Midi, se passionne pour le Tour de France et communique son enthousiasme à Fario[6]. Tous deux deviennent amis proches. Lorsque Fario perd ses orteils, c'est Peyroulet qui conçoit les prothèses, puis il accompagne les progrès du cycliste et planifie ses courses.
- Adeline est la fiancée de Fario et devient son épouse[7].
- Fernand est un ami de Fario et lui rend service à plusieurs reprises.

## Genèse de l'œuvre
Christian Lacroix dit Lax, né en 1949 à Lyon, est un auteur de bande dessinée et enseignant qui a fait ses études à l'école des Beaux-Arts de Saint-Étienne. Son premier album est publié en 1982 mais c'est à partir de la série Azrayen' que son dessin devient plus personnel,. En 2011, il reçoit le prix Grand Boum de Blois pour l'ensemble de son œuvre. Dans ses récits, surtout axés sur l'histoire du XXe siècle, il s'attache à montrer « à quel point l'histoire sociale pèse sur chaque génération ». Féru de cyclisme et pratiquant ce sport, il s'intéresse depuis longtemps à l'histoire du Tour de France. En 2002, lors d'un tour à vélo entre amis dans les Hautes-Pyrénées, il se renseigne sur la construction de l'observatoire du Pic du Midi, proche du col du Tourmalet. Cette découverte lui inspire le personnage d'Amédée Fario. Lax met trois ans à élaborer le récit. 
Dans le récit, les personnages principaux sont fictifs, néanmoins les évènements du Tour de France et certains cyclistes engagés dans la course sont réels. L'anecdote d'un coureur amputé au pied n'est pas sans rappeler René Vietto qui, gêné par la douleur récurrente, a obtenu l'ablation d'un orteil.

## Choix artistiques
L'ouvrage, dans un trait réaliste, emploie largement les teintes sépia et des tons chauds. Le Progrès décrit le style comme « épuré, rugueux et expressif », avec des couleurs sobres. La Tribune de Genève y voit un « hommage aux forçats de la route », avec un style « très personnel, jeté ». L'une des originalités réside dans l'emploi de papier de couleur pour restituer une ambiance chaude ou froide, ; en effet, Lax photocopie le dessin sur des feuilles de couleur. La narration comporte également des cases muettes.
Le récit met en scène les difficultés techniques de l'époque : crevaisons répétées, chutes, « des bécanes lourdes et dépourvues de changements de vitesse, dotées de jantes en bois. Des géants lancés dans des étapes interminables, sur des routes remplies de chausse-trapes ». La narration comporte « une foule de détails historiques sur la création de la réglementation et du début des équipes professionnelles ». Pour Lax, ces coureurs étaient « de vrais grands aventuriers, romanesques ». Durant l'épreuve, « On lutte sans arrêt contre la chaleur, la pluie, le vent, le froid, et les autres... Un décor changeant de vrai road movie ». 
Le thème du handicap avait déjà été abordé dans une œuvre antérieure (Les maux pour le dire) et Lax admire les personnes qui, surmontant une infirmité, poursuivent leurs rêves.

## Accueil critique
Dans Le Monde, le chroniqueur culturel signale l'élégance du dessin. Dans La Croix, la narration « mêle avec finesse l'aventure humaine à l'exploit sportif ». Libération y voit « un grand roman dédié au Tour de France ». Le Progrès émet une chronique très positive. La qualité du dessin et des couleurs est aussi signalée dans Ouest-France. Le Temps publie une chronique enthousiaste. Le Soir y voit « le plus bel hommage de la bande dessinée au Tour de France ». Le Devoir, pour qui Lax exprime « nostalgie et tendresse », réserve un accueil positif à ce récit. 
Les médias de bande dessinée publient également des chroniques élogieuses, comme BD Gest, Actua BD, Auracan et BDZoom, qui y voit un livre « exceptionnel ».

### Prix
Lax reçoit le Grand prix RTL de la bande dessinée en 2005 pour L'Aigle sans orteils, œuvre qui lui vaut aussi la même année le prix de la bande dessinée historique au Rendez-vous de l'Histoire à Blois ainsi que le Prix du jury œcuménique de la bande dessinée en 2006, le prix Bédélys d'or et le prix du meilleur scénario au festival BD de Chambéry. L'album reçoit également le Prix du public à Vaison-la-Romaine et Grand prix du festival de Melun.

### Expositions
Dans le sillage de l'œuvre, plusieurs expositions affichent les travaux de Lax sur l'histoire du Tour de France, par exemple en 2006 à Blois, en 2008 à Brest, au festival de Bastia en 2011, au festival BD Boum en 2012.

## Postérité
Après L'Aigle sans orteils, Lax publie trois autres ouvrages sur les coureurs cyclistes : Pain d'Alouette, en deux volumes (2009-2011, Futuropolis), qui met en scène, sur la trame de  la course Paris-Roubaix pendant l'entre-deux-guerres, la fille d'Amédée et Adeline Fario et un jeune mineur aspirant à devenir cycliste. Suit L’Écureuil du Vel’d’Hiv (2012, Futuropolis), situé entre 1940 et 1944 avec en toile de fond le Vélodrome d'Hiver, ; ces ouvrages reçoivent un accueil critique plutôt positif.